# Ephippiochthonius minous
Espèce
Synonymes
- Chthonius minous Mahnert, 1980
- Chthonius minous peramae Mahnert, 1980

Ephippiochthonius minous est une espèce de pseudoscorpions de la famille des Chthoniidae.

## Distribution
Cette espèce est endémique de Crète en Grèce. Elle se rencontre dans la grotte de Milatos à Ágios Nikólaos et pour Ephippiochthonius minous peramae dans la grotte de Melidoni à Réthymnon.

## Description
La femelle holotype mesure 2,3 mm et les mâles mesurent de 1,9 à 2,1 mm.
Pour Ephippiochthonius minous peramae, les mâles mesurent de 1,6 à 1,7 mm et les femelles de 1,7 à 2,1 mm.

## Liste des sous-espèces
Selon Pseudoscorpions of the World (version 3.0) :
- Ephippiochthonius minous minous (Mahnert, 1980)
- Ephippiochthonius minous peramae (Mahnert, 1980)

## Publication originale
- Mahnert, 1980 : Pseudoskorpione (Arachnida) aus Hohlen Griechenlands, insbesondere Kretas. Archives des Sciences (Geneva), vol. 32, no 3, p. 213-233.